# Orbione angusta
Orbione angusta är en kräftdjursart som beskrevs av Hugo Frederik Nierstrasz och Brender à Brandis 1923. Orbione angusta ingår i släktet Orbione och familjen Bopyridae. Inga underarter finns listade i Catalogue of Life.